# Tecadisk
Tecadisk è il 16º album del cantante italiano Adriano Celentano.

## Storia
Il disco è uno dei pochi album cantati in inglese di Adriano Celentano. Il pezzo When Love è dedicato alla moglie Claudia Mori. Il brano Somebody Save Me è una rielaborazione in chiave disco della melodia di Tequila dei The Champs.

## Tracce
1. When Love...  (Danny B. Besquet, Miki Del Prete)  6.50
2. Yes, I Do  (Danny B. Besquet, Miki Del Prete, Ronald Jackson)  6.17
3. Wartime Melodies  (Danny B. Besquet, Miki Del Prete)  4.28
4. Somebody Save Me  (Danny B. Besquet, Miki Del Prete)  6.30
5. Kiss Me Goodbye  (Danny B. Besquet, Miki Del Prete, Ronald Jackson) 5.50
6. You Can Be Happy  (Danny B. Besquet, Miki Del Prete, Ronald Jackson)  6.03